# باول كاراواي
باول كاراواي (بالإنجليزية: Paul Caraway)‏ هو محامي وجندي أمريكي، ولد في 23 ديسمبر 1905 في جونزبورو في الولايات المتحدة، وتوفي في 13 ديسمبر 1985.